# Styletoctopus annae
Styletoctopus annae — викопний вид восьминогів. Цей восьминіг мешкав у крейдяному періоді, 95 млн років тому. Скам'янілі рештки виду були виявлені у 2009 році у Лівані. Описаний по відбитку на плоскій кам'яній плиті. Відбиток добре зберігся, чітко видно вісім щупалець, що дало змогу ідентифікувати вид як восьминога, а не кальмара. Це був примітивний вид, адже у нього збереглися рештки гладіуса (орган,  що є у сучасних кальмарів та каракатиць). 
Вид, напевне, був пелагічним, адже через гладіус він був менш гнучким ніж сучасні види, тому не міг протиснутись в щілинах дна.